# Бондаревский, Игорь Борисович
И́горь Бори́сович Бондаре́вский (род. 6 января 1956, Ростов-на-Дону) — российский поэт, один из основателей поэтической группы «Заозёрная школа».

## Биография
Окончил Ростовский университет, по образованию психолог. В молодости работал монтировщиком декораций в театре, плотником в ЖЭУ, инженером-социологом на химическом заводе и т. д.
Один из основателей поэтической группы «Заозёрная школа» (наряду с Геннадием Жуковым и Виталием Калашниковым). В 1980-х годах участники группы жили вдали от современной цивилизации, в археологическом заповеднике Танаис, что повлияло на формирование принципов группы. В 1989 году выпустил первый сборник стихов «…Словно непобежденные мельницы ветряные». В рецензии на сборник А. Марченко утверждала, что поэзия Бондаревского не слишком соответствует теоретической платформе «Заозёрной школы». «Что же касается Игоря Бондаревского, то при всей приверженности „танаитству“, он как был, так и остался пленником города, поэтом его неблагообразия. <…> Виталий Калашников <…> даже из обживания купленного по случаю деревенского дома способен сделать почти эклогу. Но вот на то же подворье попадает Игорь Бондаревский, и тотчас обнаруживают себя бытовые детали (сор жизни). Карта будней, смазанная у Калашникова, обретает подробность, и притом специфическую. И это тем любопытнее, что на уровне рассуждений, литпрограммы Бондаревский — защитник и пропагандист надбытовых чувствований».
После переезда Жукова и Калашникова в Москву остался в Ростове-на-Дону. По словам А. Бражкиной, «пытался примкнуть к художественному товариществу „Искусство или смерть“. Но и эта группа тоже скоро оказалась в Москве. В начале 1990-х попытался поступать в Литинститут. Не приняли, ссылаясь на то, что он „вполне сформировавшийся автор“ и, типа, учиться ему уже нечему. Вернулся в Ростов и оказался практически в изоляции».
В дальнейшем публиковался в различных антологиях ростовских поэтов, редактировал антологию «Ростовское время : стихи 38-ми» (1990). С 1993 года на два десятка лет прекратил писать стихи. В 2019 году выступил одним из составителей и редактором антологии поэтов «Заозерной школы».
В настоящее время также занимается художественным творчеством, оформлением книг.

## Книги Игоря Бондаревского
- Игорь. …Словно непобежденные мельницы ветряные. — Ростов н/Д.: Кн. изд-во, 1989. — 95 с. — ISBN 5-7509-0083-5.
- Тряхенапуты: Стихи / Игорь (автор); Тимофей (художник). — Ростов н/Д., 1991. — 16 с.
- Секс во время застоя: Стихи / Игорь (автор); Тимофей (художник). — Ростов н/Д., 1991. — 16 с.
- Эхо тысячи концертов : поэты Заозерной Школы: Геннадий Жуков, Виталий Калашников, Игорь Бондаревский, Владимир Ершов, Александр Брунько, Георгий Булатов, Алексей Евтушенко / [сост.: Игорь Ситников, Игорь Бондаревский; ред.: Игорь Бондаревский]. — Ростов-на-Дону, 2019. — 188, [1] с.